# Curapipe
Un curapipe è uno strumento di forme svariate progettato per aiutare a caricare, fumare, e svuotare una pipa.

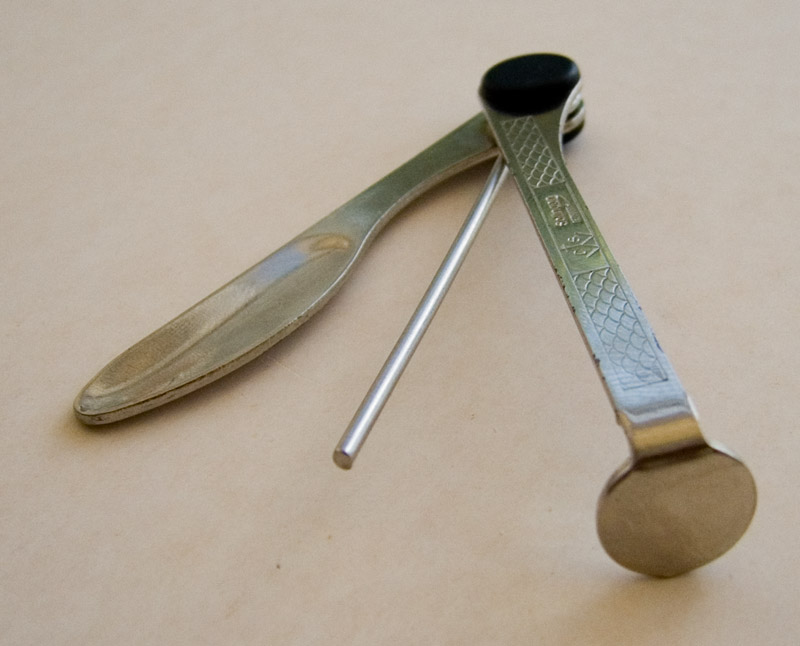
Un tipico curapipe aperto. Sono visibili, da sinistra a destra, l'alesatore, l'ago, il pigino.

Un tipico curapipe si compone di tre elementi, un pigino, un alesatore e un ago:
- Il pigino è uno strumento arrotondato che ha solitamente la forma di una capocchia di chiodo; l'estremità piatta serve a pressare il tabacco quando si carica la pipa e a comprimere le ceneri per facilitare la riaccensione.
- L'alesatore è uno strumento che somiglia a un coltellino non affilato o a un cucchiaino leggermente appiattito; è utilizzato per raschiare la cenere e il tabacco incombusto dai lati e dal fondo del fornello.
- L'ago è una sorta di spillone che serve a sturare il cannello da eventuali detriti o ad aerare il tabacco qualora fosse stato pressato un po' troppo. Essendo affilato, potrebbe graffiare il fornello della pipa e non lo si dovrebbe dunque utilizzare per raschiare.